# Vladislav Borisenko
Vladislav Borisenko (tiếng Belarus: Уладзіслаў Барысенка; tiếng Nga: Владислав Борисенко; sinh 5 tháng 3 năm 1997) là một cầu thủ bóng đá Belarus. Tính đến năm 2017, anh thi đấu cho Naftan Novopolotsk mượn từ Slavia Mozyr.